# Formule 1 v roce 1997
Sezóna 1997 byla v pořadí 48.sezónou v šampionátu mistrovství světa Formule 1. Odstartovala v Austrálii 9. března a skončila po 17 závodech ve Španělsku 26. října.

## Souhrn sezóny
Sezóna 1997 odstartovala v Austrálii, kde si Kanaďan Jacques Villeneuve připsal svou čtvrtou pole position v kariéře. V závodě však ze své startovní pozice mnoho nevytěžil, když už v první zatáčce kolidoval s Johnny Herbertem. David Coulthard na voze McLaren závod vyhrál a bylo to jeho druhé vítězství v kariéře, druhý dojel Michael Schumacher a třetí Mika Häkkinen.
Villeneuve zopakoval pole position v Brazílii a znovu vypadl v první zatáčce. Naštěstí pro něj byl však závod restartován a Kanaďan se dostal do vedení ve 49. kole, kdy předjel Gerharda Bergera a nakonec vyhrál. Rakušan dojel druhý a třetí dojel Olivier Panis, který navázal na dobrou formu ze sezóny 1996.
Třetí pole position v řadě vybojoval Villeneuve v Argentině. A opět byl zapleten do kolize v první zatáčce, kde kolidoval Michael Schumacher a Rubens Barrichello. Schumacher odstoupil a tak Villeneuva vyzval Eddie Irvine, který se jej několikrát pokusil předjet. To se mu ale nepovedlo a skončil druhý, na třetím místě dojel ve své první sezóně ve Formuli 1 Ralf Schumacher.
Villeneuve pokračoval ve své sbírce pole position v San Marinu. Jeho týmový kolega ze stáje Williams, Heinz-Harald Frentzen, si připsal své jediné vítězství pro Williams, když těsně porazil Michaela Schumachera. Třetí dojel Eddie Irvine.
Frenzen ukončil Villeneuvovu šňůru pole positions v Monaku. Závod se jel na mokru a Michael Schumacher si připsal první vítězství v sezóně. Druhý skončil Rubens Barrichello na voze Stewart, pro které to bylo nejen první pódium, ale i první body. Na třetím místě skončil opět Irvine.
Svou převahu v kvalifikacích prokázal Williams i ve Španělsku, kde Jacques Villeneuve vybojoval 5. pole position a spolu s ním startoval z první řady i Frentzen. Villeneuve závod vyhrál, druhý dojel Olivier Panis a třetí další Francouz Jean Alesi.
Dominance Williamsu v kvalifikaci skončila v Kanadě, kde z pole positon odstartoval Michael Schumacher. Ten výhody využil a zvítězil, druhý byl bývalý jezdec Ferrari Jean Alesi a třetí dojel Giancarlo Fisichella. Ve Francii opanoval kvalifikaci opět Schumacher, druhý startoval Frentzen. Oba si své pozice udrželi i v cíli závodu a třetí dokončil Eddie Irvine.
V Británii už startoval z prvního místa opět Villenueve a z druhého jeho kolega Frentzen. Po odstoupení Miky Häkkinena z prvního místa převzal vedení v závodě Villeneuve. Druhý byl Alesi a třetí skončil mladý Alexander Wurz. Na pódiu tak stanuly jen vozy s motory Renault. Michael Schumacher po problémech ze závodu odstoupil.
Gerhard Berger, který musel kvůli nemoci a smrti svého otce vynechat předchozí Grand Prix, získal pole position při Grand Prix Německa. Berger závod vyhrál a přidal ještě nejrychlejší kolo. Toto vítězství se nakonec ukázalo jako poslední pro tým Benetton. Druhý dojel Michael Schumacher a třetí Mika Häkkinen.
Další závod, Grand Prix Maďarska, patřil k těm nejzajímavějším v celé sezóně. Z první řady startovali Michael Schumacher a Jacques Villeneuve. Damon Hill ve voze Arrows, který se před touto Grand Prix nedokázal kvalifikovat lépe než na 9. místě, odstartoval z 3. pozice. Po startu předjel Hill Villeneuvea a v 10. kole i Schumachera a dostal se tak do vedení závodu. Hill držel první místo i před závěrečnými pit stopy, ale před koncem závodu začal mít se svým vozem problémy. V posledním kole ho předjel Villeneuve a vyhrál, tím zaznamenal jubilejní 100. vítšzství pro stáj Williams.
Po dvou vzrušujících závodech doufali fandové v Belgii, že další závod bude stejně zajímavý. Villenuve startoval společně s Alesim z první řady do deštivého závodu. Kanaďan se propadl na 5. místo, zatímco jeho rival v boji o titul, Michael Schumacher, závod vyhrál když startoval na přechodných pneumatikách. Druhý dojel Fisichella a třetí Heinz-Harald Frentzen.
Svou jedinou pole position v sezóně vybojoval v Itálii Jean Alesi. David Coulthard potom vyhrál závod, jeho druhý v sezóně, Alesi skončil druhý a Frentzen opět stanul na místě třetím.
V Rakousku už opět získal pole position Villeneuve a byla to už jeho sedmá v sezóně. Toho využil a závod vyhrál, když za sebou nechal druhého Coultharda a třetího Frentzena. Michael Schumacher skončil na 6. místě, když obdržel 10 sekundový trest stop/go za předjíždění pod žlutými vlajkami.
Další závod se jel pod názvem Grand Prix Lucemburska, ve skutečnosti se však jel na okruhu Nürburgring v Německu. Nejlepší pozici na startu vybojoval Mika Häkkinen. Oba vozy McLaren měly nakročeno k doublu, ale oba nakonec krátce po sobě ze závodu odstoupily. Vítězství spadlo do klína Villeneuvovi a nakonec to bylo i jeho poslední vítězství ve Formuli 1. Michael Schumacher vypadl už v prvním kole. Pódium tak obsadili Alesi a Frentzen a motory Renault tak měly opět plné zastoupení na stupních vítězů.
V Japonsku byl opět nejlepší v kvalifikaci Villeneuve. Ze závodu byl ale diskvalifikován, když nezpomalil při vyvěšení žlutých vlajek v kvalifikaci. Nakonec mohl po odvolání startoval, ale skončil až na 5. místě. Vyhrál Michael Schumacher, druhý dojel Frentzen a třetí Irvine. Tým Williams ale po závodě odvolání stáhl a zapříčinil tak, že do posledního závodu měl jít Schumacher s jednobodovým náskokem na Villeneuva. Boj o titul tak měl být rozhodnut až v posledním závodě v Jerezu.
Někteří komentátoři připodobňovali finále z roku 1994, kdy o titulu rozhodla kolize mezi Schumacherem a Damonem Hillem. Na okruhu Jerez se odehrála kuriózní kvalifikace, kde tři jezdci (Villeneuve, Michael Schumacher a Frentzen) zajeli shodný nejlepší čas. Z pole position se radoval Villeneuve, který čas zajel jako první. Toto vítězství v kvalifikaci bylo jeho posledním v kariéře. Schumacher dobře odstartoval, předjel Villeneuvea a ujal se vedení. Ve 48. kole se Villeneuve pokusil o předjetí. V zatáčce Dry Sac zabrzdil později než Schumacher, byl na vnitřní stopě kousek před Němcem, když Schumacher do Villeneuvea najel a zaklesl do jeho vozu své pravé kolo. Schumacher byl nucen odstoupit, zatímco Villeneuve nakonec dojel na 3. místě a získal 4 body. To mu zajistilo titul mistra světa. Michael Schumacher byl poté potrestán FIA za úmyslné způsobení kolize a byl diskvalifikován z celého šampionátu. Jeho výsledky (umístění i body) se ale do statistik započítávají. Poslední Grand Prix sezóny vyhrál Mika Häkkinen, což bylo jeho premiérové vítězství v kariéře.

## Pravidla
- Boduje prvních šest jezdců podle klíče:
  - 1. 10 bodů
  - 2. 6 bodů
  - 3. 4 body
  - 4. 3 body
  - 5. 2 body
  - 6. 1 bod

## Velké ceny
| Datum               | Grand Prix                                         | Náhled | Akce                  | Jezdec                  | Vůz                     | Stav MS            |
| ------------------- | -------------------------------------------------- | ------ | --------------------- | ----------------------- | ----------------------- | ------------------ |
| 1. GP 9. březen     | Austrálie Albert Park (Výsledky)                   |        | Závod                 | David Coulthard         | McLaren-Mercedes MP4/12 | David Coulthard    |
| 1. GP 9. březen     | Austrálie Albert Park (Výsledky)                   | Kolo   | Heinz-Harald Frentzen | Williams-Renault FW19   |                         | David Coulthard    |
| 1. GP 9. březen     | Austrálie Albert Park (Výsledky)                   | Pole   | Jacques Villeneuve    | Williams-Renault FW19   |                         | David Coulthard    |
| 2. GP 30. březen    | Brazílie Interlagos (Výsledky)                     |        | Závod                 | Jacques Villeneuve      | Williams-Renault FW19   | David Coulthard    |
| 2. GP 30. březen    | Brazílie Interlagos (Výsledky)                     | Kolo   | Jacques Villeneuve    | Williams-Renault FW19   |                         | David Coulthard    |
| 2. GP 30. březen    | Brazílie Interlagos (Výsledky)                     | Pole   | Jacques Villeneuve    | Williams-Renault FW19   |                         | David Coulthard    |
| 3. GP 13. duben     | Argentina Autódromo Oscar y Juan Gálvez (Výsledky) |        | Závod                 | Jacques Villeneuve      | Williams-Renault FW19   | Jacques Villeneuve |
| 3. GP 13. duben     | Argentina Autódromo Oscar y Juan Gálvez (Výsledky) | Kolo   | Gerhard Berger        | Benetton-Renault B197   |                         | Jacques Villeneuve |
| 3. GP 13. duben     | Argentina Autódromo Oscar y Juan Gálvez (Výsledky) | Pole   | Jacques Villeneuve    | Williams-Renault FW19   |                         | Jacques Villeneuve |
| 4. GP 27. duben     | San Marino Imola (Výsledky)                        |        | Závod                 | Heinz-Harald Frentzen   | Williams-Renault FW19   | Jacques Villeneuve |
| 4. GP 27. duben     | San Marino Imola (Výsledky)                        | Kolo   | Heinz-Harald Frentzen | Williams-Renault FW19   |                         | Jacques Villeneuve |
| 4. GP 27. duben     | San Marino Imola (Výsledky)                        | Pole   | Jacques Villeneuve    | Williams-Renault FW19   |                         | Jacques Villeneuve |
| 5. GP 11. květen    | Monako Circuit de Monaco (Výsledky)                |        | Závod                 | Michael Schumacher      | Ferrari F310B           | Michael Schumacher |
| 5. GP 11. květen    | Monako Circuit de Monaco (Výsledky)                | Kolo   | Michael Schumacher    | Ferrari F310B 197       |                         | Michael Schumacher |
| 5. GP 11. květen    | Monako Circuit de Monaco (Výsledky)                | Pole   | Heinz-Harald Frentzen | Williams-Renault FW19   |                         | Michael Schumacher |
| 6. GP 25. květen    | Španělsko Circuit de Catalunya (Výsledky)          |        | Závod                 | Jacques Villeneuve      | Williams-Renault FW19   | Jacques Villeneuve |
| 6. GP 25. květen    | Španělsko Circuit de Catalunya (Výsledky)          | Kolo   | Giancarlo Fisichella  | Jordan-Peugeot          |                         | Jacques Villeneuve |
| 6. GP 25. květen    | Španělsko Circuit de Catalunya (Výsledky)          | Pole   | Jacques Villeneuve    | Williams-Renault FW19   |                         | Jacques Villeneuve |
| 7. GP 15. červen    | Kanada Circuit Gilles Villeneuve (Výsledky)        |        | Závod                 | Michael Schumacher      | Ferrari F310B           | Michael Schumacher |
| 7. GP 15. červen    | Kanada Circuit Gilles Villeneuve (Výsledky)        | Kolo   | David Coulthard       | McLaren-Mercedes MP4/12 |                         | Michael Schumacher |
| 7. GP 15. červen    | Kanada Circuit Gilles Villeneuve (Výsledky)        | Pole   | Michael Schumacher    | Ferrari F310B           |                         | Michael Schumacher |
| 8. GP 29. červen    | Francie Magny-Cours (Výsledky)                     |        | Závod                 | Michael Schumacher      | Ferrari F310B           | Michael Schumacher |
| 8. GP 29. červen    | Francie Magny-Cours (Výsledky)                     | Kolo   | Michael Schumacher    | Ferrari F310B           |                         | Michael Schumacher |
| 8. GP 29. červen    | Francie Magny-Cours (Výsledky)                     | Pole   | Michael Schumacher    | Ferrari F310B           |                         | Michael Schumacher |
| 9. GP 13. červenec  | Velká Británie Silverstone (Výsledky)              |        | Závod                 | Jacques Villeneuve      | Williams-Renault FW19   | Michael Schumacher |
| 9. GP 13. červenec  | Velká Británie Silverstone (Výsledky)              | Kolo   | Michael Schumacher    | Ferrari F310B           |                         | Michael Schumacher |
| 9. GP 13. červenec  | Velká Británie Silverstone (Výsledky)              | Pole   | Jacques Villeneuve    | Williams-Renault FW19   |                         | Michael Schumacher |
| 10. GP 27. červenec | Německo Hockenheimring (Výsledky)                  |        | Závod                 | Gerhard Berger          | Benetton-Renault B197   | Michael Schumacher |
| 10. GP 27. červenec | Německo Hockenheimring (Výsledky)                  | Kolo   | Gerhard Berger        | Benetton-Renault B197   |                         | Michael Schumacher |
| 10. GP 27. červenec | Německo Hockenheimring (Výsledky)                  | Pole   | Gerhard Berger        | Benetton-Renault B197   |                         | Michael Schumacher |
| 11. GP 10. srpen    | Maďarsko Hungaroring (Výsledky)                    |        | Závod                 | Jacques Villeneuve      | Williams-Renault FW19   | Michael Schumacher |
| 11. GP 10. srpen    | Maďarsko Hungaroring (Výsledky)                    | Kolo   | Heinz-Harald Frentzen | Williams-Renault FW19   |                         | Michael Schumacher |
| 11. GP 10. srpen    | Maďarsko Hungaroring (Výsledky)                    | Pole   | Michael Schumacher    | Ferrari F310B           |                         | Michael Schumacher |
| 12. GP 24. srpen    | Belgie Spa-Francorchamps (Výsledky)                |        | Závod                 | Michael Schumacher      | Ferrari F310B           | Michael Schumacher |
| 12. GP 24. srpen    | Belgie Spa-Francorchamps (Výsledky)                | Kolo   | Michael Schumacher    | Ferrari F310B           |                         | Michael Schumacher |
| 12. GP 24. srpen    | Belgie Spa-Francorchamps (Výsledky)                | Pole   | Jacques Villeneuve    | Williams-Renault FW19   |                         | Michael Schumacher |
| 13. GP 7. září      | Itálie Monza (Výsledky)                            |        | Závod                 | David Coulthard         | McLaren-Mercedes MP4/12 | Michael Schumacher |
| 13. GP 7. září      | Itálie Monza (Výsledky)                            | Kolo   | Mika Häkkinen         | McLaren-Mercedes MP4/12 |                         | Michael Schumacher |
| 13. GP 7. září      | Itálie Monza (Výsledky)                            | Pole   | Jean Alesi            | Benetton-Renault B197   |                         | Michael Schumacher |
| 14. GP 21. září     | Rakousko A1 Ring (Výsledky)                        |        | Závod                 | Jacques Villeneuve      | Williams-Renault FW19   | Michael Schumacher |
| 14. GP 21. září     | Rakousko A1 Ring (Výsledky)                        | Kolo   | Jacques Villeneuve    | Williams-Renault FW19   |                         | Michael Schumacher |
| 14. GP 21. září     | Rakousko A1 Ring (Výsledky)                        | Pole   | Jacques Villeneuve    | Williams-Renault FW19   |                         | Michael Schumacher |
| 15. GP 28. září     | Lucembursko Nürburgring (Výsledky)                 |        | Závod                 | Jacques Villeneuve      | Williams-Renault FW19   | Jacques Villeneuve |
| 15. GP 28. září     | Lucembursko Nürburgring (Výsledky)                 | Kolo   | Heinz-Harald Frentzen | Williams-Renault FW19   |                         | Jacques Villeneuve |
| 15. GP 28. září     | Lucembursko Nürburgring (Výsledky)                 | Pole   | Mika Häkkinen         | McLaren-Mercedes MP4/12 |                         | Jacques Villeneuve |
| 16. GP 12. říjen    | Japonsko Suzuka (Výsledky)                         |        | Závod                 | Michael Schumacher      | Ferrari F310B           | Michael Schumacher |
| 16. GP 12. říjen    | Japonsko Suzuka (Výsledky)                         | Kolo   | Michael Schumacher    | Ferrari F310B           |                         | Michael Schumacher |
| 16. GP 12. říjen    | Japonsko Suzuka (Výsledky)                         | Pole   | Jacques Villeneuve    | Williams-Renault FW19   |                         | Michael Schumacher |
| 17. GP 26. říjen    | Evropa Jerez (Výsledky)                            |        | Závod                 | Mika Häkkinen           | McLaren-Mercedes MP4/12 | Jacques Villeneuve |
| 17. GP 26. říjen    | Evropa Jerez (Výsledky)                            | Kolo   | Heinz-Harald Frentzen | Williams-Renault FW19   |                         | Jacques Villeneuve |
| 17. GP 26. říjen    | Evropa Jerez (Výsledky)                            | Pole   | Jacques Villeneuve    | Williams-Renault FW19   |                         | Jacques Villeneuve |

## Složení týmů
| Tým                         | Konstruktér | Šasi   | Motor                                           | Pneumatiky | Číslo | Závodní pilot         | Testovací pilot(i)                          |
| --------------------------- | ----------- | ------ | ----------------------------------------------- | ---------- | ----- | --------------------- | ------------------------------------------- |
| Danka Arrows Yamaha         | Arrows      | A18    | Yamaha OX11A 3.0 V10                            | B          | 1     | Damon Hill            | Jörg Müller Martin Brundle                  |
| Danka Arrows Yamaha         | Arrows      | A18    | Yamaha OX11A 3.0 V10                            | B          | 2     | Pedro Diniz           | Jörg Müller Martin Brundle                  |
| Rothmans Williams Renault   | Williams    | FW19   | Renault RS9 3.0 V10                             | G          | 3     | Jacques Villeneuve    | Jean-Christophe Boullion Juan Pablo Montoya |
| Rothmans Williams Renault   | Williams    | FW19   | Renault RS9 3.0 V10                             | G          | 4     | Heinz-Harald Frentzen | Jean-Christophe Boullion Juan Pablo Montoya |
| Scuderia Ferrari Marlboro   | Ferrari     | F310B  | Ferrari 046/2 3.0 V10                           | G          | 5     | Michael Schumacher    | Gianni Morbidelli Nicola Larini             |
| Scuderia Ferrari Marlboro   | Ferrari     | F310B  | Ferrari 046/2 3.0 V10                           | G          | 6     | Eddie Irvine          | Gianni Morbidelli Nicola Larini             |
| Mild Seven Benetton Renault | Benetton    | B197   | Renault RS9 3.0 V10                             | G          | 7     | Jean Alesi            | Alexander Wurz                              |
| Mild Seven Benetton Renault | Benetton    | B197   | Renault RS9 3.0 V10                             | G          | 8     | Gerhard Berger        | Alexander Wurz                              |
| Mild Seven Benetton Renault | Benetton    | B197   | Renault RS9 3.0 V10                             | G          | 8     | Alexander Wurz        | Alexander Wurz                              |
| West McLaren Mercedes       | McLaren     | MP4/12 | Mercedes FO110E 3.0 V10 Mercedes FO110F 3.0 V10 | G          | 9     | Mika Häkkinen         | n/a                                         |
| West McLaren Mercedes       | McLaren     | MP4/12 | Mercedes FO110E 3.0 V10 Mercedes FO110F 3.0 V10 | G          | 10    | David Coulthard       | n/a                                         |
| B&H Total Jordan Peugeot    | Jordan      | 197    | Peugeot A14 3.0 V10                             | G          | 11    | Ralf Schumacher       | Ricardo Zonta                               |
| B&H Total Jordan Peugeot    | Jordan      | 197    | Peugeot A14 3.0 V10                             | G          | 12    | Giancarlo Fisichella  | Ricardo Zonta                               |
| Prost Gauloises Blondes     | Prost       | JS45   | Mugen-Honda MF-301HB 3.0 V10                    | B          | 14    | Olivier Panis         | Emmanuel Collard                            |
| Prost Gauloises Blondes     | Prost       | JS45   | Mugen-Honda MF-301HB 3.0 V10                    | B          | 14    | Jarno Trulli          | Emmanuel Collard                            |
| Prost Gauloises Blondes     | Prost       | JS45   | Mugen-Honda MF-301HB 3.0 V10                    | B          | 15    | Šindži Nakano         | Emmanuel Collard                            |
| Red Bull Sauber Petronas    | Sauber      | C16    | Petronas SPE-01 3.0 V10                         | G          | 16    | Johnny Herbert        | Norberto Fontana                            |
| Red Bull Sauber Petronas    | Sauber      | C16    | Petronas SPE-01 3.0 V10                         | G          | 17    | Nicola Larini         | Norberto Fontana                            |
| Red Bull Sauber Petronas    | Sauber      | C16    | Petronas SPE-01 3.0 V10                         | G          | 17    | Gianni Morbidelli     | Norberto Fontana                            |
| Red Bull Sauber Petronas    | Sauber      | C16    | Petronas SPE-01 3.0 V10                         | G          | 17    | Norberto Fontana      | Norberto Fontana                            |
| PIAA Tyrrell                | Tyrrell     | 025    | Ford ED4 3.0 V8 Ford ED5 3.0 V8                 | G          | 18    | Jos Verstappen        | Toranosuke Takagi                           |
| PIAA Tyrrell                | Tyrrell     | 025    | Ford ED4 3.0 V8 Ford ED5 3.0 V8                 | G          | 19    | Mika Salo             | Toranosuke Takagi                           |
| Minardi Team SpA            | Minardi     | M197   | Hart 830 AV7 3.0 V8                             | B          | 20    | Ukjó Katajama         | Tarso Marques                               |
| Minardi Team SpA            | Minardi     | M197   | Hart 830 AV7 3.0 V8                             | B          | 21    | Jarno Trulli          | Tarso Marques                               |
| Minardi Team SpA            | Minardi     | M197   | Hart 830 AV7 3.0 V8                             | B          | 21    | Tarso Marques         | Tarso Marques                               |
| HSBC Malaysia Stewart Ford  | Stewart     | SF01   | Ford VJ Zetec-R 3.0 V10                         | B          | 22    | Rubens Barrichello    | n/a                                         |
| HSBC Malaysia Stewart Ford  | Stewart     | SF01   | Ford VJ Zetec-R 3.0 V10                         | B          | 23    | Jan Magnussen         | n/a                                         |
| MasterCard Lola F1 Team     | Lola        | T97/30 | Ford ECA Zetec-R 3.0 V8                         | B          | 24    | Vincenzo Sospiri      | Andrea Montermini                           |
| MasterCard Lola F1 Team     | Lola        | T97/30 | Ford ECA Zetec-R 3.0 V8                         | B          | 25    | Ricardo Rosset        | Andrea Montermini                           |

## Změny ve složení

### Týmy
Tři nové týmy přišly do Formule 1 pro sezónu 1997: Prost, který nahradil Ligier; Stewart a Lola. Tým Lola však pouze vstoupil do Grand Prix Austrálie, kde se nekvalifikoval a po špatném představení přišel o sponzory pro další závody. Footwork změnil svůj název na „Arrows“ a přešel z motorů Yamaha na motory značky Hart. Své motory změnil i Tyrell, který přešel od Yamahy k motorům Ford. Jordan-Peugeot podepsal s významným britským inženýrem Dr. Johnem Davisem. Ten pomohl týmu s novým aerodynamickým tunelem v Brackley. Tunel byl financován Ferrari výměnou za Eddieho Irvina, jenž přišel do Ferrari předchozí rok.
Dodavatel pneumatik Bridgestone vstoupil do Formule 1 a dodával pneumatiky 5 týmům: Arrows, Prost, Minardi, Stewart a Lola.

### Jezdci
Významné změny:
- Arrows: Největší novinkou na začátku sezóny 1997 bylo to, že mistr světa z roku 1996, Damon Hill, byl u týmu Williams nahrazen Heinzem-Haraldem Frentzenem. Hill přestoupil do týmu Arrows, jeho týmovým kolegou byl Pedro Diniz, jehož sponzorské peníze pomohly zaplatit mzdu Damona Hilla.
- Williams: Tým propustil mistra světa Damona Hilla a nahradil ho Heinz-Harald Frentzen, kterého tým chtěl získat už několik od smrti Ayrtona Senny.
- Prost (bývalý Ligier): Vzhledem k japonskému dodavateli motorů Mugen-Honda, získal sedačku japonský jezdec Šindži Nakano, jenž nahradil Pedra Dinize, který odešel do Arrowsu. Jedničkou týmu byl Olivier Panis. Při Grand Prix Kanady si Panis zlomil obě nohy a byl nucen vynechat 7 závodů. V týmu ho nahradil Jarno Trulli, který sem přešel z Minardi.
- Sauber: Sauber přemluvil Ferrari a podepsal s Nicolou Larinim, který byl spojován s postem testovacího jezdce u Ferrari. LArini absolvoval ale jen 5 závodů, poté po neshodách se šéfem týmu Peterem Sauberem odešel. V průběhu sezóny ho nahradil Gianni Morbidelli. Když se zranil i ten, do vozu usedl testovací jezdec Norberto Fontana.
- Jordan: Irský tým změnil pro rok 1997 složení. Ralf Schumacher, mladší bratr Michaela, dostal místo závodního jezdce. Jeho týmovým kolegou měl být Nigel Mansell, ten ale nabídku odmítl. Jordan tak angažoval Giancarla Fisichellu, který jezdil za Alfu Romeo v šampionátu cestovních vozů (ITCC). Rubens Barrichello odešel do nově vzniklého týmu Stewart Grand Prix.
- Minardi: Minardi angažovalo vycházející italskou hvězdu Jarna Trulliho, společně s Ukjóem Katajamou. Oznámení jezdeckého složení zkompletovalo celé jezdecké složení pro rok 1997. Rozhodnutí přišlo poté, co Minardi propustilo Giancarla Fisichellu, aby mohl odejít k týmu Jordan. A jelikož Ukjó Katajama měl sedačku jistou, protože přinesl sponzora Mild Seven, se šéf týmu Giancarlo Minardi rozhodl, že tým potřebuje mladého Itala. Trulli byl proto jasnou volbou. Po zranění Panise přešel Trulli do týmu Prost, v Minardi ho nahradil testovací jezdec Tarso Marques.
- Tyrell: U týmu zůstal Mika Salo, druhou sedačku získal bývalý jezdec Footworku Jos Verstappen.
- Stewart: Do nového týmu byli angažováni Rubens Barrichello, který minulou sezónu jezdil u Jordanu, a nováček Jan Magnussen.
- Lola: Do týmu byli angažováni Ricardo Rosset a Vincenzo Sospiri. Oba ale absolvovali jen Grand Prix Austrálie, kde se nekvalifikovali.

Beze změn:
- Ferrari: Michael Schumacher a Eddie Irvine.
- Benetton: Gerhard Berger a Jean Alesi. A jelikož Rakousko podepsalo novou pětiletou smlouvu na pořádání Grand Prix, bylo nutné prosadit rakouského jezdce do Formule 1. A jelikož Karl Wendlinger již nebyl zdráv pro řízení Formule 1 a Gerhard Berger plánoval konec kariéry na konci sezóny, přišel Benetton s angažováním mladého Rakušana Alexandra Wurze jako testovacího jezdce. Nakonec absolvoval při neúčasti Gerharda Bergera i 3 závody.
- McLaren: Mika Häkkinen a David Coulthard.

## Pohár jezdců
| Poz | Jezdec                | AUS | BRA | ARG | SMR | MON | ESP | CAN | FRA | GBR | GER | HUN | BEL | ITA | AUT | LUX | JPN | EUR | Body |
| --- | --------------------- | --- | --- | --- | --- | --- | --- | --- | --- | --- | --- | --- | --- | --- | --- | --- | --- | --- | ---- |
| 1   | Jacques Villeneuve    | DNF | 1   | 1   | DNF | DNF | 1   | DNF | 4   | 1   | DNF | 1   | 5   | 5   | 1   | 1   | DSQ | 3   | 81   |
| DSQ | Michael Schumacher §  | 2   | 5   | DNF | 2   | 1   | 4   | 1   | 1   | DNF | 2   | 4   | 1   | 6   | 6   | DNF | 1   | DNF | 78   |
| 2   | Heinz-Harald Frentzen | 8†  | 9   | DNF | 1   | DNF | 8   | 4   | 2   | DNF | DNF | DNF | 3   | 3   | 3   | 3   | 2   | 6   | 42   |
| 3   | David Coulthard       | 1   | 10  | DNF | DNF | DNF | 6   | 7   | 7†  | 4   | DNF | DNF | DNF | 1   | 2   | DNF | 10† | 2   | 36   |
| 4   | Jean Alesi            | DNF | 6   | 7   | 5   | DNF | 3   | 2   | 5   | 2   | 6   | 11  | 8   | 2   | DNF | 2   | 5   | 13  | 36   |
| 5   | Gerhard Berger        | 4   | 2   | 6   | DNF | 9   | 10  |     |     |     | 1   | 8   | 6   | 7   | 10  | 4   | 8   | 4   | 27   |
| 6   | Mika Häkkinen         | 3   | 4   | 5   | 6   | DNF | 7   | DNF | DNF | DNF | 3   | DNF | DSQ | 9   | DNF | DNF | 4   | 1   | 27   |
| 7   | Eddie Irvine          | DNF | 16  | 2   | 3   | 3   | 12  | DNF | 3   | DNF | DNF | 9†  | 10† | 8   | DNF | DNF | 3   | 5   | 24   |
| 8   | Giancarlo Fisichella  | DNF | 8   | DNF | 4   | 6   | 9   | 3   | 9   | 7   | 11  | DNF | 2   | 4   | 4   | DNF | 7   | 11  | 20   |
| 9   | Olivier Panis         | 5   | 3   | DNF | 8   | 4   | 2   | 11† |     |     |     |     |     |     |     | 6   | DNF | 7   | 16   |
| 10  | Johnny Herbert        | DNF | 7   | 4   | DNF | DNF | 5   | 5   | 8   | DNF | DNF | 3   | 4   | DNF | 8   | 7   | 6   | 8   | 15   |
| 11  | Ralf Schumacher       | DNF | DNF | 3   | DNF | DNF | DNF | DNF | 6   | 5   | 5   | 5   | DNF | DNF | 5   | DNF | 9   | DNF | 13   |
| 12  | Damon Hill            | DNS | 17† | DNF | DNF | DNF | DNF | 9   | 12  | 6   | 8   | 2   | 13† | DNF | 7   | 8   | 11  | DNF | 7    |
| 13  | Rubens Barrichello    | DNF | DNF | DNF | DNF | 2   | DNF | DNF | DNF | DNF | DNF | DNF | DNF | 13  | 14† | DNF | DNF | DNF | 6    |
| 14  | Alexander Wurz        |     |     |     |     |     |     | DNF | DNF | 3   |     |     |     |     |     |     |     |     | 4    |
| 15  | Jarno Trulli          | 9   | 12  | 9   | DNF | DNF | 15  | DNF | 10  | 8   | 4   | 7   | 15  | 10  | DNF |     |     |     | 3    |
| 16  | Pedro Diniz           | 10  | DNF | DNF | DNF | DNF | DNF | 8   | DNF | DNF | DNF | DNF | 7   | DNF | 13† | 5   | 12  | DNF | 2    |
| 17  | Mika Salo             | DNF | 13  | 8   | 9   | 5   | DNF | DNF | DNF | DNF | DNF | 13  | 11  | DNF | DNF | 10  | DNF | 12  | 2    |
| 18  | Šindži Nakano         | 7   | 14  | DNF | DNF | DNF | DNF | 6   | DNF | 11† | 7   | 6   | DNF | 11  | DNF | DNF | DNF | 10  | 2    |
| 19  | Nicola Larini         | 6   | 11  | DNF | 7   | DNF |     |     |     |     |     |     |     |     |     |     |     |     | 1    |
| 20  | Jan Magnussen         | DNF | DNS | 10† | DNF | 7   | 13  | DNF | DNF | DNF | DNF | DNF | 12  | DNF | DNF | DNF | DNF | 9   | 0    |
| 21  | Jos Verstappen        | DNF | 15  | DNF | 10  | 8   | 11  | DNF | DNF | DNF | 10  | DNF | DNF | DNF | 12  | DNF | 13  | 16  | 0    |
| 22  | Gianni Morbidelli     |     |     |     |     |     | 14  | 10  |     |     |     | DNF | 9   | 12  | 9   | 9   | DNS |     | 0    |
| 23  | Norberto Fontana      |     |     |     |     |     |     |     | DNF | 9   | 9   |     |     |     |     |     |     | 14  | 0    |
| 24  | Ukjó Katajama         | DNF | 18  | DNF | 11  | 10  | DNF | DNF | 11  | DNF | DNF | 10  | 14† | DNF | 11  | DNF | DNF | 17  | 0    |
| 25  | Tarso Marques         |     |     |     |     |     |     |     | DNF | 10  | DNF | 12  | DNF | 14  | EX  | DNF | DNF | 15  | 0    |
| —   | Ricardo Rosset        | DNQ |     |     |     |     |     |     |     |     |     |     |     |     |     |     |     |     | 0    |
| —   | Vincenzo Sospiri      | DNQ |     |     |     |     |     |     |     |     |     |     |     |     |     |     |     |     | 0    |
| Poz | Jezdec                | AUS | BRA | ARG | SMR | MON | ESP | CAN | FRA | GBR | GER | HUN | BEL | ITA | AUT | LUX | JPN | EUR | Body |

| Legenda k tabulce | Legenda k tabulce                                                                       |
| Barva             | Výsledek                                                                                |
| ----------------- | --------------------------------------------------------------------------------------- |
| Zlatá             | Vítěz                                                                                   |
| Stříbrná          | 2. místo                                                                                |
| Bronzová          | 3. místo                                                                                |
| Zelená            | Bodované umístění                                                                       |
| Modrá             | Nebodované umístění                                                                     |
| Modrá             | Dokončil neklasifikován (NC)                                                            |
| Fialová           | Odstoupil (Ret)                                                                         |
| Červená           | Nekvalifikoval se (DNQ)                                                                 |
| Červená           | Nepředkvalifikoval se (DNPQ)                                                            |
| Černá             | Diskvalifikován (DSQ)                                                                   |
| Bílá              | Nestartoval (DNS)                                                                       |
| Bílá              | Závod zrušen (C)                                                                        |
| Světle modrá      | Pouze trénoval (PO)                                                                     |
| Světle modrá      | Páteční testovací jezdec (TD)                                                           |
| Bez barvy         | Netrénoval (DNP)                                                                        |
| Bez barvy         | Vyřazen (EX)                                                                            |
| Bez barvy         | Nepřijel (DNA)                                                                          |
| Bez barvy         | Odvolal účast (WD)                                                                      |
| Bez barvy         | Nezúčastnil se (prázdné)                                                                |
| Označení          | Význam                                                                                  |
| Tučnost           | Pole position                                                                           |
| Kurzíva           | Nejrychlejší kolo                                                                       |
| †                 | Jezdec nedojel do cíle, ale byl klasifikován, protože odjel více než 90 % délky závodu. |
| ‡                 | Byl udělován poloviční počet bodů, protože bylo odjeto méně než 75 % délky závodu.      |
| Horní index       | Umístění bodujících jezdců ve sprintu                                                   |

§ Michael Schumacher byl diskvalifikován z celého ročníku 1997 kvůli nebezpečné jízdě při Grand Prix Evropy, kde způsobil úmyslnou kolizi s Jacquesem Villeneuvem.

## Pohár konstruktérů
| Poz | Konstruktér       | Tým č. | AUS | BRA | ARG | SMR | MON | ESP | CAN | FRA | GBR | GER | HUN | BEL | ITA | AUT | LUX | JPN | EUR | Body |
| --- | ----------------- | ------ | --- | --- | --- | --- | --- | --- | --- | --- | --- | --- | --- | --- | --- | --- | --- | --- | --- | ---- |
| 1   | Williams-Renault  | 3      | DNF | 1   | 1   | DNF | DNF | 1   | DNF | 4   | 1   | DNF | 1   | 5   | 5   | 1   | 1   | DSQ | 3   | 123  |
| 1   | Williams-Renault  | 4      | 8   | 9   | DNF | 1   | DNF | 8   | 4   | 2   | DNF | DNF | DNF | 3   | 3   | 3   | 3   | 2   | 6   | 123  |
| 2   | Ferrari           | 5      | 2   | 5   | DNF | 2   | 1   | 4   | 1   | 1   | DNF | 2   | 4   | 1   | 6   | 6   | DNF | 1   | DNF | 102  |
| 2   | Ferrari           | 6      | DNF | 16  | 2   | 3   | 3   | 12  | DNF | 3   | DNF | DNF | 9   | 10  | 8   | DNF | DNF | 3   | 5   | 102  |
| 3   | Benetton-Renault  | 7      | DNF | 6   | 7   | 5   | DNF | 3   | 2   | 5   | 2   | 6   | 11  | 8   | 2   | DNF | 2   | 5   | 13  | 67   |
| 3   | Benetton-Renault  | 8      | 4   | 2   | 6   | DNF | 9   | 10  | DNF | DNF | 3   | 1   | 8   | 6   | 7   | 10  | 4   | 8   | 4   | 67   |
| 4   | McLaren-Mercedes  | 9      | 3   | 4   | 5   | 6   | DNF | 7   | DNF | DNF | DNF | 3   | DNF | DSQ | 9   | DNF | DNF | 4   | 1   | 63   |
| 4   | McLaren-Mercedes  | 10     | 1   | 10  | DNF | DNF | DNF | 6   | 7   | 7   | 4   | DNF | DNF | DNF | 1   | 2   | DNF | 10  | 2   | 63   |
| 5   | Jordan-Peugeot    | 11     | DNF | 8   | DNF | 4   | 6   | 9   | 3   | 9   | 7   | 11  | DNF | 2   | 4   | 4   | DNF | 7   | 11  | 33   |
| 5   | Jordan-Peugeot    | 12     | DNF | DNF | 3   | DNF | DNF | DNF | DNF | 6   | 5   | 5   | 5   | DNF | DNF | 5   | DNF | 9   | DNF | 33   |
| 6   | Prost-Mugen-Honda | 14     | 5   | 3   | DNF | 8   | 4   | 2   | 11  | 10  | 8   | 4   | 7   | 15  | 10  | DNF | 6   | DNF | 7   | 21   |
| 6   | Prost-Mugen-Honda | 15     | 7   | 14  | DNF | DNF | DNF | DNF | 6   | DNF | 11  | 7   | 6   | DNF | 11  | DNF | DNF | DNF | 10  | 21   |
| 7   | Sauber-Petronas   | 16     | DNF | 7   | 4   | DNF | DNF | 5   | 5   | 8   | DNF | DNF | 3   | 4   | DNF | 8   | 7   | 6   | 8   | 16   |
| 7   | Sauber-Petronas   | 17     | 6   | 11  | DNF | 7   | DNF | 14  | 10  | DNF | 9   | 9   | DNF | 9   | 12  | 9   | 9   | DNS | 14  | 16   |
| 8   | Arrows-Yamaha     | 1      | DNS | 17  | DNF | DNF | DNF | DNF | 9   | 12  | 6   | 8   | 2   | 13  | DNF | 7   | 8   | 11  | DNF | 9    |
| 8   | Arrows-Yamaha     | 2      | 10  | DNF | DNF | DNF | DNF | DNF | 8   | DNF | DNF | DNF | DNF | 7   | DNF | 13  | 5   | 12  | DNF | 9    |
| 9   | Stewart-Ford      | 22     | DNF | DNF | DNF | DNF | 2   | DNF | DNF | DNF | DNF | DNF | DNF | DNF | 13  | 14  | DNF | DNF | DNF | 6    |
| 9   | Stewart-Ford      | 23     | DNF | DNS | 10  | DNF | 7   | 13  | DNF | DNF | DNF | DNF | DNF | 12  | DNF | DNF | DNF | DNF | 9   | 6    |
| 10  | Tyrrell-Ford      | 18     | DNF | 15  | DNF | 10  | 8   | 11  | DNF | DNF | DNF | 10  | DNF | DNF | DNF | 12  | DNF | 13  | 16  | 2    |
| 10  | Tyrrell-Ford      | 19     | DNF | 13  | 8   | 9   | 5   | DNF | DNF | DNF | DNF | DNF | 13  | 11  | DNF | DNF | 10  | DNF | 12  | 2    |
| 11  | Minardi-Hart      | 20     | DNF | 18  | DNF | 11  | 10  | DNF | DNF | 11  | DNF | DNF | 10  | 14  | DNF | 11  | DNF | DNF | 17  | 0    |
| 11  | Minardi-Hart      | 21     | 9   | 12  | 9   | DNF | DNF | 15  | DNF | DNF | 10  | DNF | 12  | DNF | 14  | EX  | DNF | DNF | 15  | 0    |
| —   | Lola-Ford         | 24     | DNQ |     |     |     |     |     |     |     |     |     |     |     |     |     |     |     |     | 0    |
| —   | Lola-Ford         | 25     | DNQ |     |     |     |     |     |     |     |     |     |     |     |     |     |     |     |     | 0    |
| Poz | Konstruktér       | Tým č. | AUS | BRA | ARG | SMR | MON | ESP | CAN | FRA | GBR | GER | HUN | BEL | ITA | AUT | LUX | JPN | EUR | Body |

| Legenda k tabulce | Legenda k tabulce                                                                       |
| Barva             | Výsledek                                                                                |
| ----------------- | --------------------------------------------------------------------------------------- |
| Zlatá             | Vítěz                                                                                   |
| Stříbrná          | 2. místo                                                                                |
| Bronzová          | 3. místo                                                                                |
| Zelená            | Bodované umístění                                                                       |
| Modrá             | Nebodované umístění                                                                     |
| Modrá             | Dokončil neklasifikován (NC)                                                            |
| Fialová           | Odstoupil (Ret)                                                                         |
| Červená           | Nekvalifikoval se (DNQ)                                                                 |
| Červená           | Nepředkvalifikoval se (DNPQ)                                                            |
| Černá             | Diskvalifikován (DSQ)                                                                   |
| Bílá              | Nestartoval (DNS)                                                                       |
| Bílá              | Závod zrušen (C)                                                                        |
| Světle modrá      | Pouze trénoval (PO)                                                                     |
| Světle modrá      | Páteční testovací jezdec (TD)                                                           |
| Bez barvy         | Netrénoval (DNP)                                                                        |
| Bez barvy         | Vyřazen (EX)                                                                            |
| Bez barvy         | Nepřijel (DNA)                                                                          |
| Bez barvy         | Odvolal účast (WD)                                                                      |
| Bez barvy         | Nezúčastnil se (prázdné)                                                                |
| Označení          | Význam                                                                                  |
| Tučnost           | Pole position                                                                           |
| Kurzíva           | Nejrychlejší kolo                                                                       |
| †                 | Jezdec nedojel do cíle, ale byl klasifikován, protože odjel více než 90 % délky závodu. |
| ‡                 | Byl udělován poloviční počet bodů, protože bylo odjeto méně než 75 % délky závodu.      |
| Horní index       | Umístění bodujících jezdců ve sprintu                                                   |

## Pohár národů
1. Německo 133
2. Velká Británie 82
3. Kanada 81
4. Francie 52
5. Rakousko 31
6. Finsko 29
7. Itálie 24
8. Brazílie 8
9. Japonsko 2